# Саратога (окръг, Ню Йорк)
Окръг Саратога (на английски: Saratoga County) е окръг в щата Ню Йорк, Съединени американски щати. Площта му е 2186 km², а населението - 229 869 души (2017). Административен център е град Болстън Спа.